# Eubucco
Eubucco là một chi chim trong họ Capitonidae.

## Hình ảnh

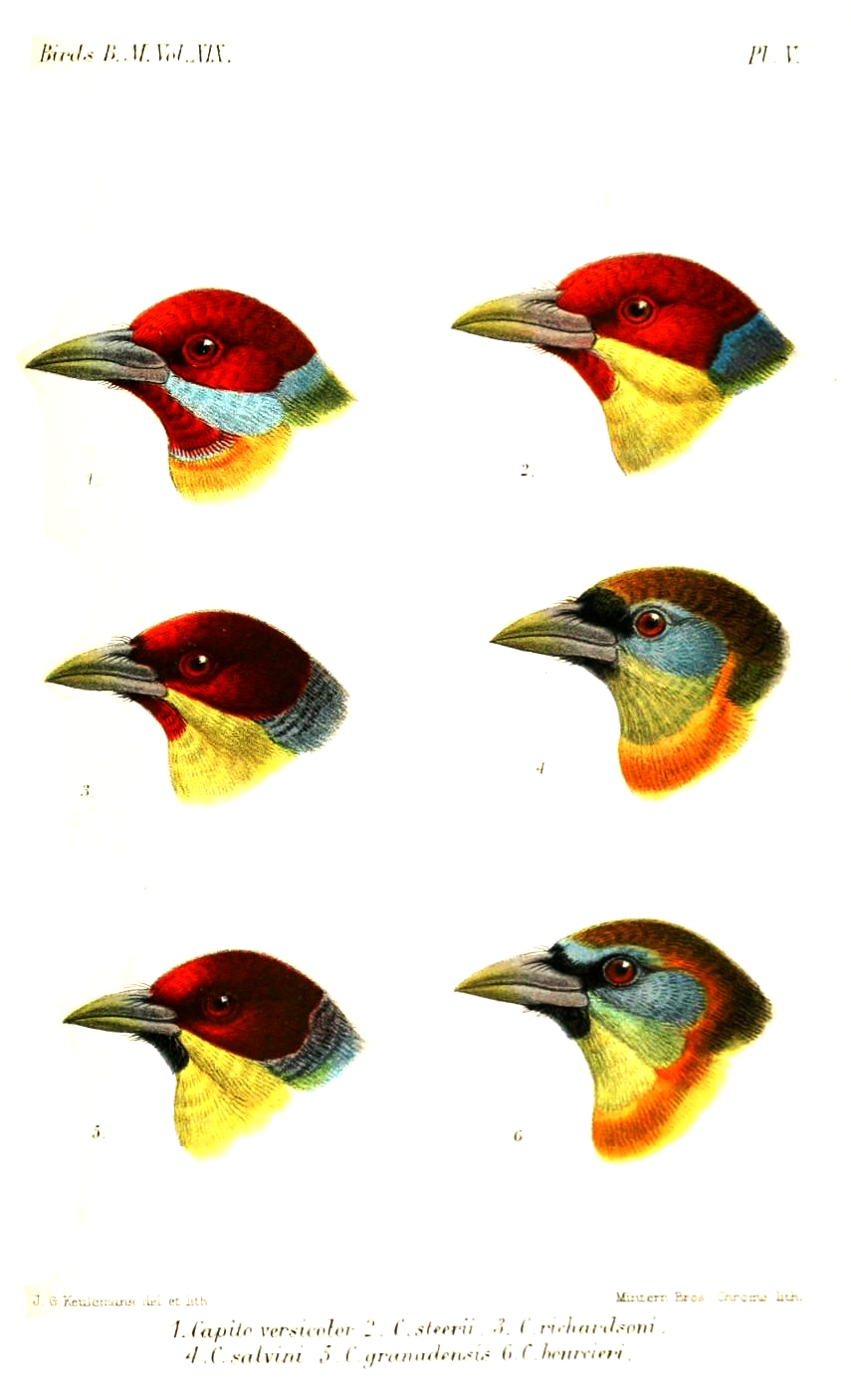
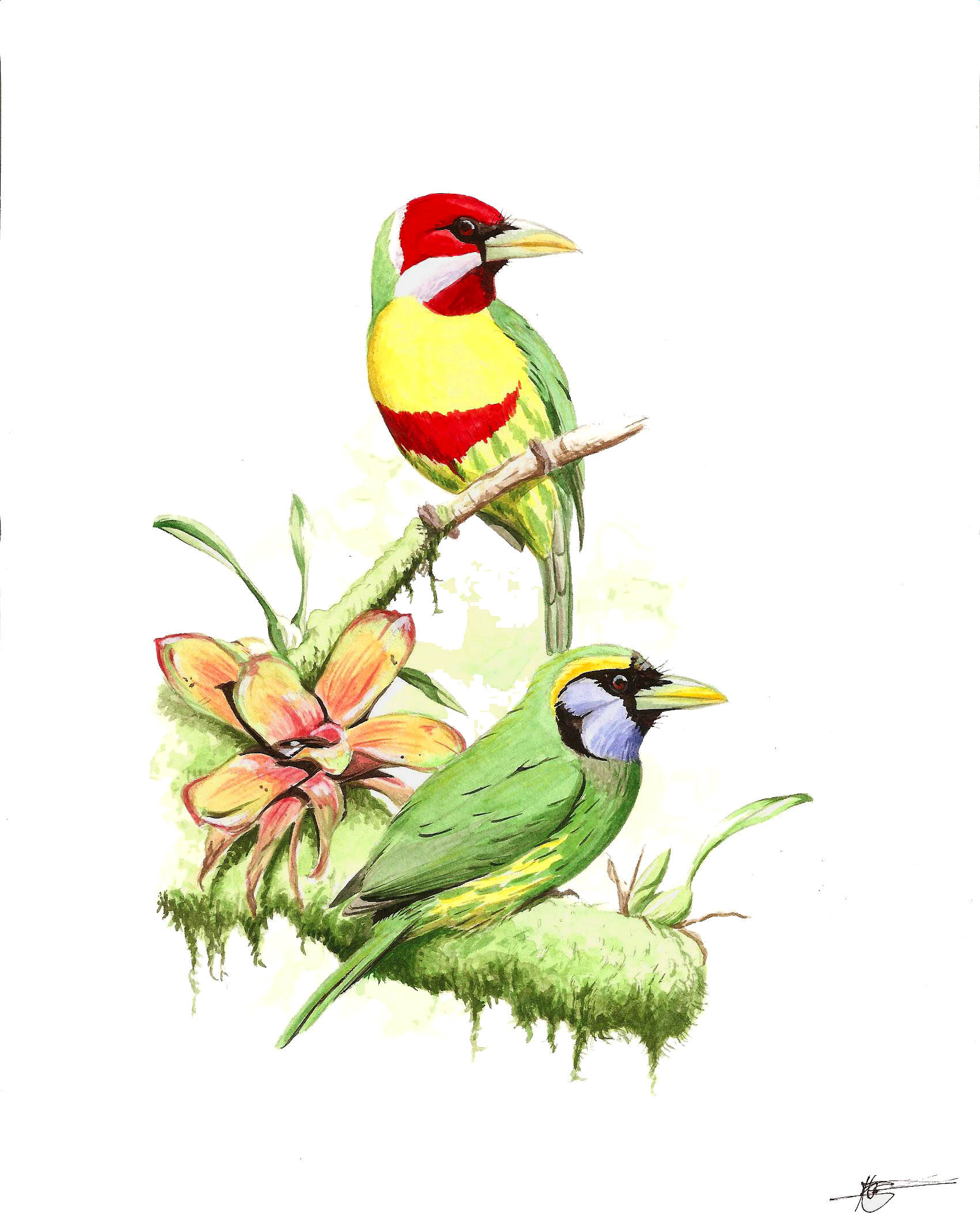
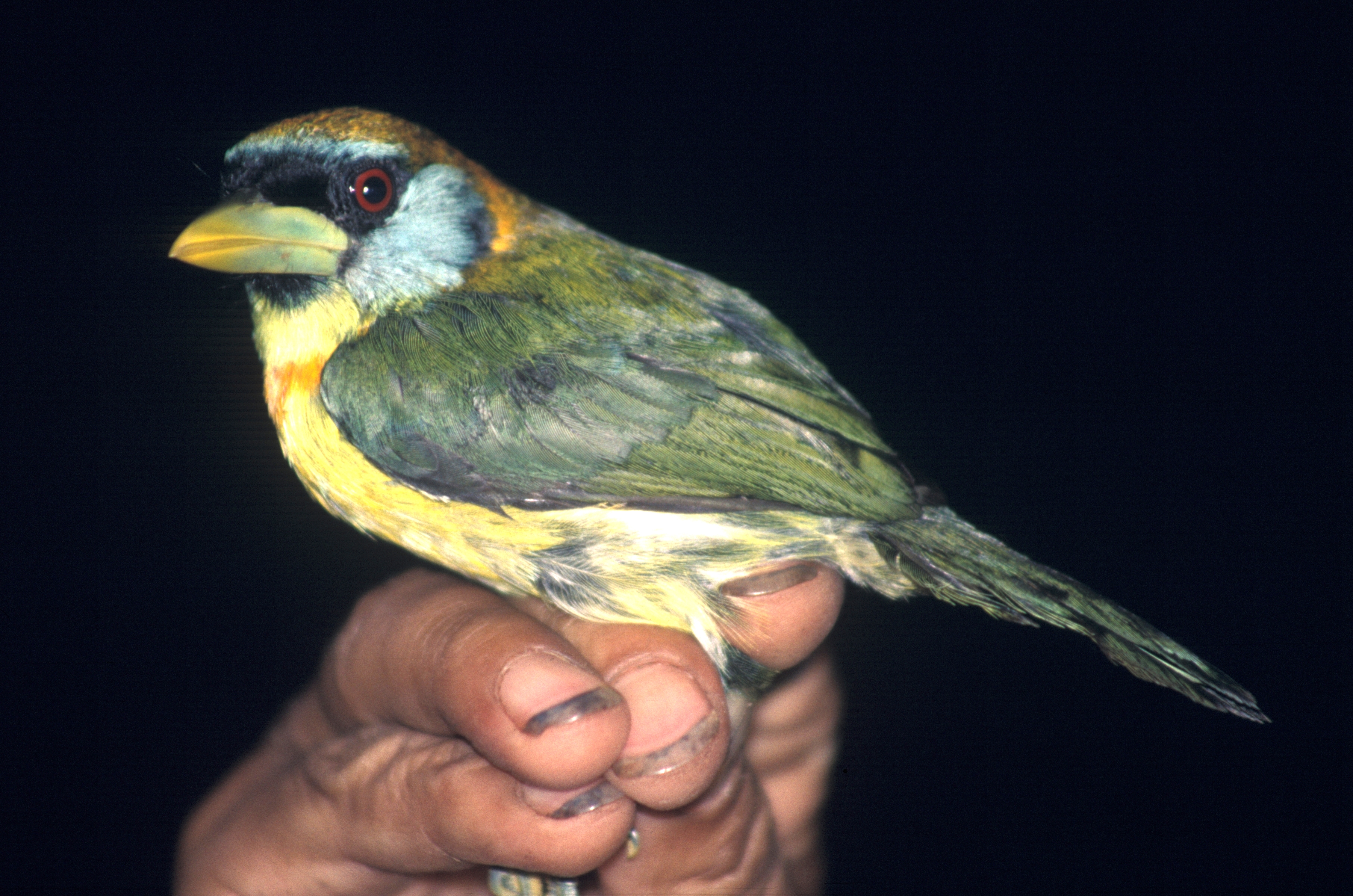